# جرم و جنایت در ایالت واشینگتن
این مقاله برایشرح جرم و جنایت در واشینگتن می‌باشد.

## آمار
در سال ۲۰۰۸ دقیقاً ۲۶۷۶۹۴ عدد جرم گزارش شده بود که ۱۹۶ عدد از آنها قتل بود.

## قوانین مجازات اعدام
در ایالت واشینگتن اعدام انجام می‌شود.